# Zhao Shuai
Pour les articles homonymes, voir Zhao.
Dans ce nom chinois, le nom de famille, Zhao, précède le nom personnel.
Zhao Shuai est un taekwondoïste chinois né le 15 août 1995. Il a remporté la médaille d'or en moins de 58 kg aux Jeux olympiques d'été de 2016 à Rio de Janeiro.
Il est nommé porte-drapeau de la délégation chinoise aux Jeux olympiques d'été de 2020 par le Comité olympique chinois, conjointement avec la joueuse de volley-ball Zhu Ting.

## Palmarès

### Jeux olympiques
- Médaille d'or dans la catégorie des moins de 58 kg aux Jeux olympiques d'été de 2016 à Rio de Janeiro

### Championnats du monde
- Médaille d'or dans la catégorie des moins de 63 kg aux Championnats du monde de taekwondo 2019 à Manchester
- Médaille d'or dans la catégorie des moins de 63 kg aux Championnats du monde de taekwondo 2017 à Muju
- Médaille de bronze dans la catégorie des moins de 58 kg aux Championnats du monde de taekwondo 2015 à Tcheliabinsk

### Jeux asiatiques
- Médaille d'argent dans la catégorie des moins de 63 kg aux Jeux asiatiques de 2018 à Jakarta

### Championnats d'Asie
- Médaille de bronze dans la catégorie des moins de 63 kg aux Championnats d'Asie de taekwondo 2016 à Manille

### Universiades
- Médaille d'argent dans la catégorie des moins de 58 kg à l'Universiade d'été de 2015 à Gwangju